# Елизавета из Шёнау
Елизавета из Шёнау (Елизавета Шено; лат. Elisabeth Schonaugiensis; нем. Elisabeth von Schönau; род. ок. 1129, Бонн; ум. 18 июня 1164 года в монастыре Шёнау, близ Санкт-Гоарсхаузена, ныне земля Рейнланд-Пфальц, Германия) — немецкая бенедиктинская монахиня, мистик (визионерка с 1152) и писательница на латыни; прославилась своими видениями, которыми она делилась со старшим братом Экбертом (1120—1184), аббатом Шёнау. Святая Римско-католической церкви (память 18 июня).

## Биография
Благородного происхождения. С 12-летнего возраста (1141) воспитывалась в бенедиктинском монастыре Шёнау (основан в 1126). Постриг приняла в 17-летнем возрасте (1147); через десять лет была уже наставницей (magistra) монастырского новициата, а затем настоятельницей женской половины монастыря.
Её старший брат Экберт, монах мужской части монастыря (с 1155/1156) и будущий аббат этого монастыря (1166), был её духовным наставником, а позднее и её первым биографом. О другом её брате, Руггере, сохранились сведения, что он состоял в ордене премонстрантов и был настоятелем нижнесаксонского монастыря Пёльде.
Елизавета не отличалась здоровьем, тяжело болела, но оставалась верной монашескому аскетизму. Известно, что её видения начались в 1152 году. Она входила в изменённое, экстатическое состояние, которое могло длиться по нескольку недель, вплоть до потери сознания. Согласно Елизавете, это было время общения с Господом, Божией Матерью и святыми. По совету старшего брата, Елизавета вела записи своих видений.

### Писания
- «Книга видений» (лат. Liber visionum в 3 книгах, 1152—1160) передаёт в хронологическом порядке церковного календаря видения святых и духовного мира, попутно разъясняя символические откровения. Эта книга пользовалась большой популярностью и расходилась в многочисленных копиях[5].
- «Книга путей Божиих» (лат. Liber viarum Dei, 1156—1163) напоминает сочинение Хильдегарды Бингенской «Познай пути света» («Sci vias lucis» или «Scivias»).
- «Книга откровений о святом лике кёльнских дев» (лат. Liber revelationum de sacro exercitu virginum Coloniensium, 1156—1157)
- «Видения о воскресении блаженной Девы Марии» (лат. Visiones de resurrectione beatae Mariae Virginis, после 1159).

Редактором всех писаний считается брат Экберт. В средние века латинские тексты Елизаветы переводились на европейские языки и получили широкое распространение. Также сохранились адресованные различным епископам, аббатам, монахиням (например, Хильдегарде Бингенской) 23 письма.

### Признание
Елизавета из Шёнау получила папское признание: её имя была включено в Римский мартиролог папой Григорием XIII (1584).

## Посмертно
Захоронение Елизаветы находилось в монастыре Шёнау, но в ходе Тридцатилетней войны монастырь подвергся нападению шведов (1631—1635), а мощи осквернению (1632). Сохранивший череп ныне покоится в приходской церкви Шёнау.